# Buzludža
Buzludža (bulharsky Бузлуджа, jméno odvozeno od tureckého ledový) je vrchol v balkánském pohoří Stara planina v Bulharsku. Nejvyšší bod, označovaný jako Buzludža, je na kótě 1439 m n. m. Původní nejvyšší vrchol, ležící jihovýchodně (do 29. června 1942 znám jako Buzludža, poté byl pojmenován Hadži Dimitar, bulharsky Хаджи Димитър), dosahoval 1441 m n. m., byl uměle snížen na 1432 metrů. V roce 1868 to bylo místo poslední bitvy mezi bulharskými povstalci (v čele s Hadžim Dimitarem a Stefanem Karadžou) a Osmanskou říší.

## Památník
Na jihovýchodním vrcholu (1432 m n. m., asi 500 metrů od hlavního vrcholu) byl za bulharského komunistického režimu postaven Památník Bulharské komunistické strany (BKP), též nazývaný neformálně Buzludža. Je upomínkou události z roku 1891, kdy tajně sestavená skupina socialistů v čele s Dimitarem Blagoevem v zemi vytvořila organizované socialistické hnutí, které vedlo k založení Bulharské dělnické sociálnědemokratické strany (předchůdce BKP).

### Historie výstavby
Stavba památníku začala 23. ledna 1974 pod vedením architekta Georgiho Stoilova (bývalého starosty Sofie a spoluzakladatele Unie architektů v Bulharsku). Architektonický návrh byl vypracován ve stylu brutalismu, kterým byl Stoilov ovlivněn. K vytvoření plochy na vrcholu hory byla použita trhavina TNT. Z vrcholu bylo odstraněno více než 15 000 krychlových metrů horniny a výška vrchu se tím snížila ze 1441 na 1432 metrů. Na výstavbě památníku pracovalo více než 6000 lidí – kromě dělníků, dobrovolníků, inženýrů, sochařů a dalších umělců též na 500 vojáků pod velením generála Delčo Delčeva. Kvůli klimatickým podmínkám práce probíhaly zpravidla jen od května do září. Pro přepravu materiálu na vrchol hory byly vybudovány nové silnice, na stavbu bylo použito 70 000 tun betonu, 3 000 tun oceli a 40 tun skla. Náklady na stavbu byly 14 186 000 leva. K tomu je nutno připočíst další náklady na budování infrastruktury, jako například rozvodů elektřiny, nádrží na vodu či silnice z Kranu na Buzludžu, takže celkové finální náklady nakonec představovaly zhruba 25 miliónů leva. Zčásti byly tyto náklady pokryty dary a příspěvky od občanů, ziskem z prodeje známek a také zvýšenou daní o 0,5 %, takže na stavbu de facto přispěl každý občan Bulharska.

### Využití památníku
Památník byl slavnostně otevřen 23. srpna 1981 za účasti Todora Živkova, generálního tajemníka Ústředního výboru Bulharské komunistické strany. Vzhledem k tomu, že na výstavbu přispěli všichni občané země, byl památník volně přístupný všem. Návštěvu bylo však nutné si kvůli velkému zájmu veřejnosti rezervovat předem. Podle záznamů Památník Bulharské komunistické strany na Buzludže v letech 1981–1989 navštívily na 2 milióny lidí. Až do konce vlády komunistů v Bulharsku se zde konaly rovněž různé stranické akce a slavnostní události, včetně návštěv zahraničních delegací.

### Po roce 1990
Od roku 1990 památník chátrá, avšak zůstal stále volně přístupný veřejnosti. V souvislosti s vandalismem a rozkrádáním dílků mozaik návštěvníky byly vchody do budovy zazděny a na místě je trvale hlídač v unimobuňce a dohlíží na to, aby se nikdo nepokoušel dostat dovnitř.

## Galerie

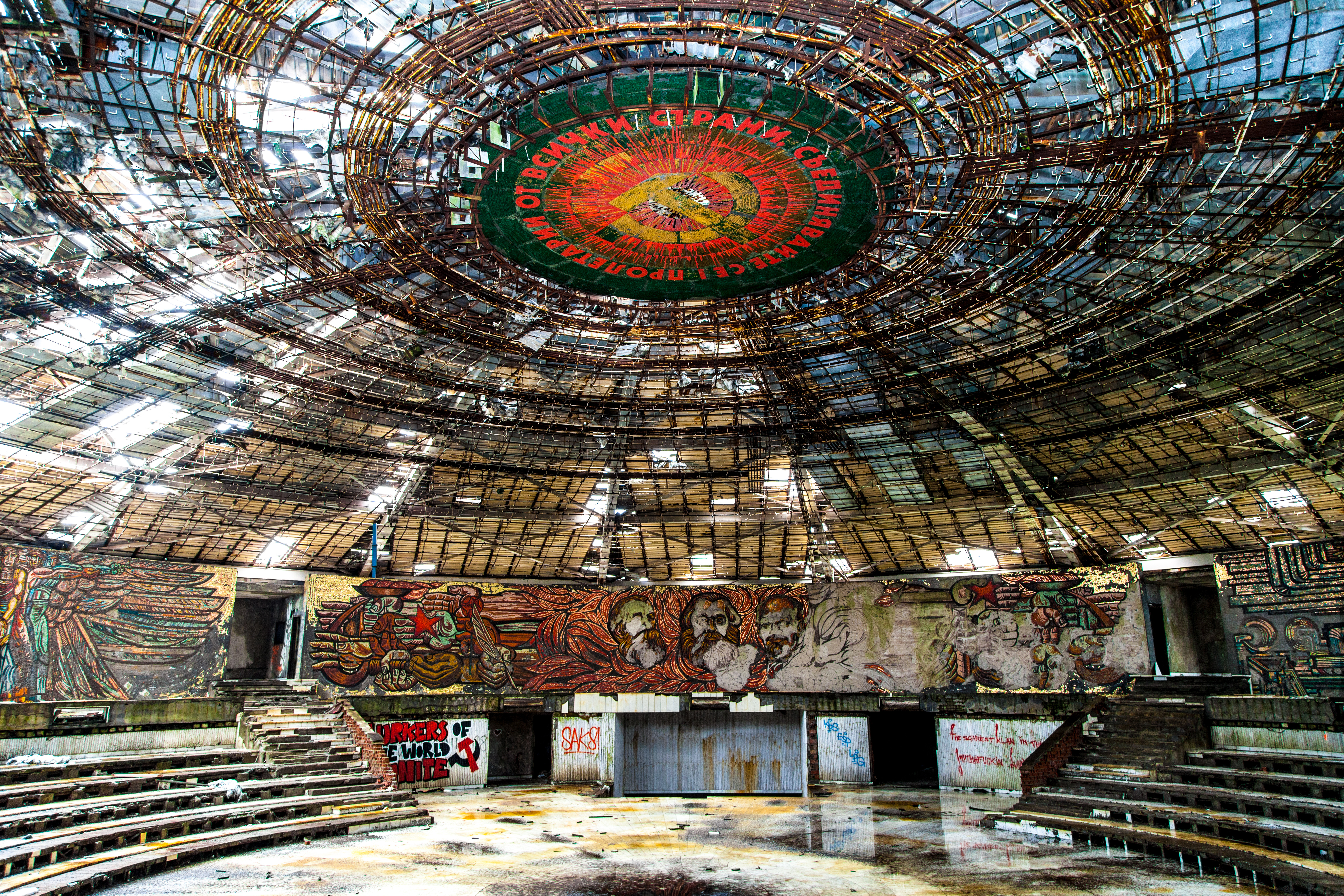
Interiér památníku (2014)
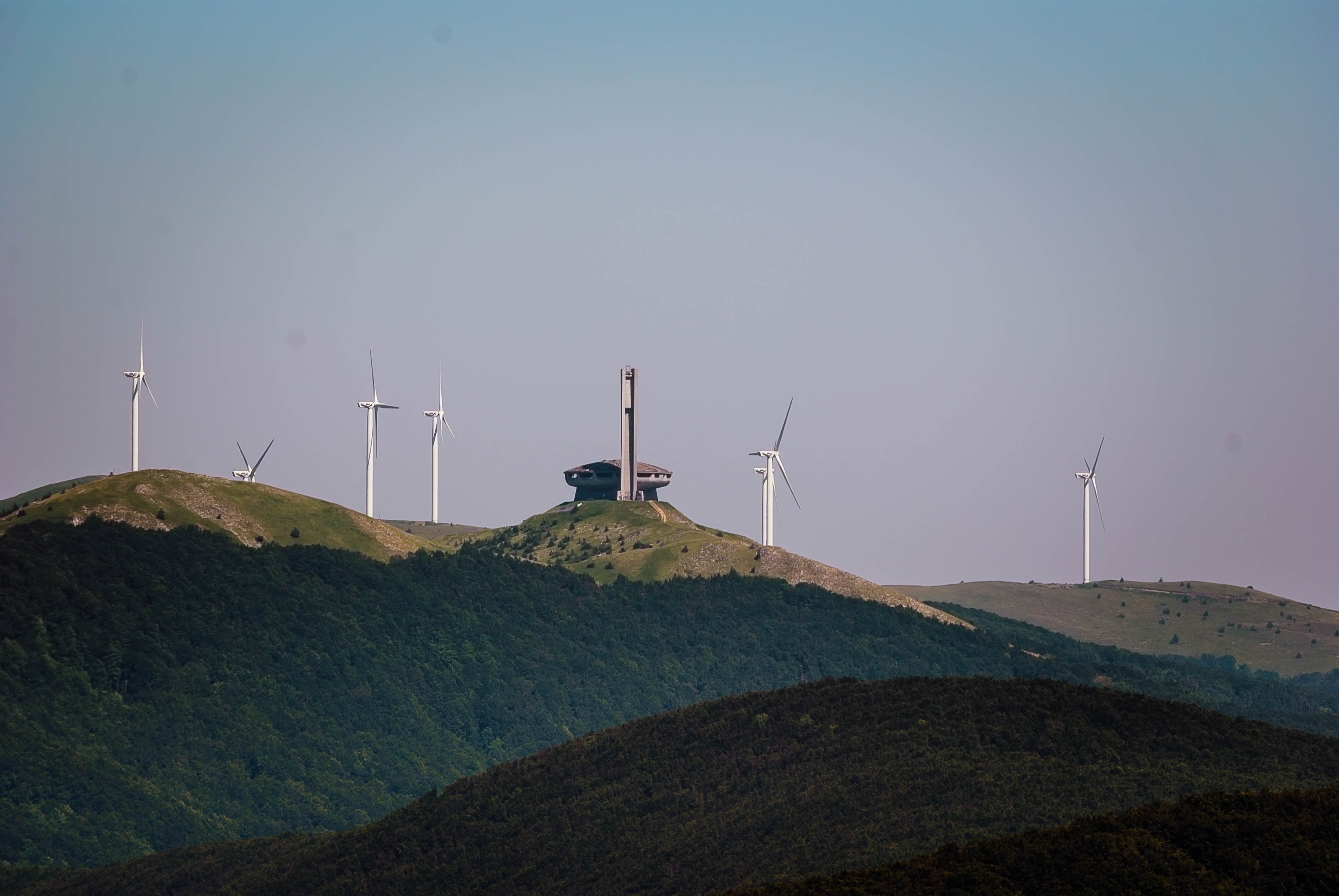
Větrný park na Buzludže
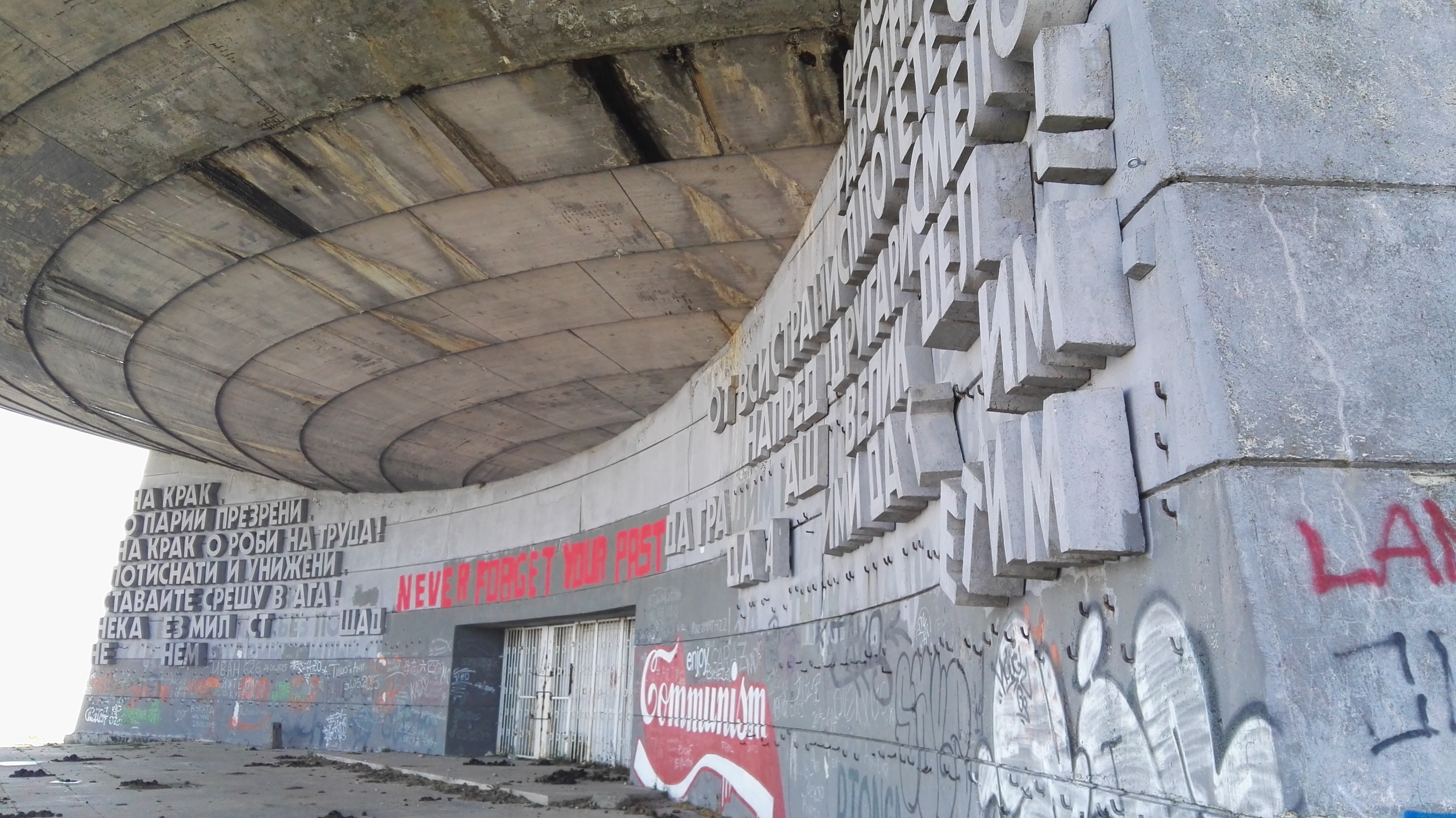
U vstupu – rok 2015
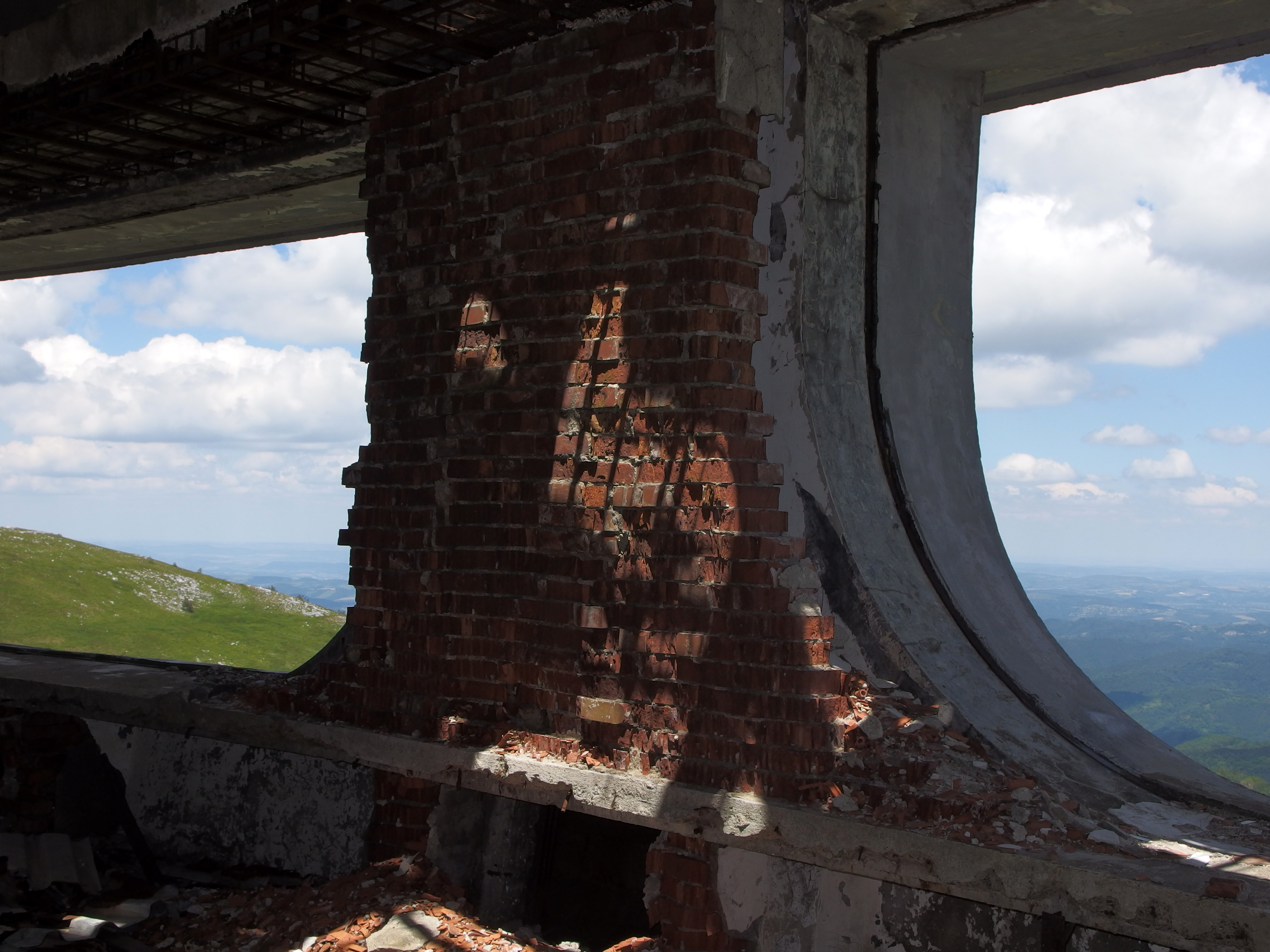
Výhled z rozpadající se stavby